# Melamphaes longivelis
Melamphaes longivelis är en fiskart som beskrevs av Parr, 1933. Melamphaes longivelis ingår i släktet Melamphaes och familjen Melamphaidae. Inga underarter finns listade i Catalogue of Life.